# Villa Puchuni
Villa Puchuni ist eine Ortschaft im Departamento La Paz im südamerikanischen Andenstaat Bolivien.

## Lage im Nahraum
Villa Puchuni liegt in der Provinz Loayza und ist zentraler Ort im Cantón Villa Puchuni im Municipio Yaco. Die Ortschaft liegt in der Serranía de Sicasica auf einer Höhe von 4138 m am Río Jachcha Jahuira de Caxata, einem Zufluss zum Río Yaco, der später in den Río Luribay mündet.

## Geographie
Villa Puchuni liegt zwischen dem bolivianischen Altiplano im Westen und dem Amazonas-Tiefland im Osten. Die Region weist ein typisches Tageszeitenklima auf, bei dem die mittleren Temperaturunterschiede zwischen Tag und Nacht größer sind als die Temperaturunterschiede zwischen den Jahreszeiten.
Die mittlere Durchschnittstemperatur der Region liegt bei knapp 7 °C und schwankt zwischen 3 °C im Juni/Juli und 9 °C im November/Dezember (siehe Klimadiagramm Caxata). Der Jahresniederschlag liegt bei 500 mm, mit einer ausgeprägten Trockenzeit von Mai bis Juli und Monatsniederschlägen von mehr als 100 mm im Januar und Februar.

## Verkehrsnetz
Villa Tuchuni liegt 182 Straßenkilometer südöstlich von La Paz, der Hauptstadt des gleichnamigen Departamentos.
Von La Paz aus führt die asphaltierte Nationalstraße Ruta 2 in westlicher Richtung nach El Alto, von dort 129 Kilometer nach Süden die Ruta 1 über Sica Sica nach Konani, 80 Kilometer vor Oruro. Von dort führt eine unbefestigte Landstraße in nordöstlicher Richtung nach Quime und passiert nach 40 Kilometern auf halbem Weg dorthin die Ortschaften Villa Puchuni, Tablachaca und Caxata.

## Bevölkerung
Die Einwohnerzahl der Ortschaft ist in dem Jahrzehnt zwischen den letzten beiden Volkszählungen leicht zurückgegangen:
| Jahr | Einwohner         | Quelle            |
| ---- | ----------------- | ----------------- |
| 1992 | keine Detaildaten | keine Detaildaten |
| 2001 | 440               | Volkszählung      |
| 2012 | 384               | Volkszählung      |
| 2024 |                   | Volkszählung      |

In Caxata ist die Aymara-Bevölkerung vorherrschend, im Municipio Yaco sprechen 97,5 Prozent der Bevölkerung Aymara.